# Älpelekopf
De Älpelekopf is een 2023 meter hoge berg in de deelstaat Beieren, Duitsland.

## Geografie
De Älpelekopf maakt deel uit van de Allgäuer Alpen. Ten noorden van de berg bevindt zich de Falken en in het zuiden ligt de Lahnerkopf.